# Charles XIII
Pour les articles homonymes, voir Charles, prince de Suède.
 (décembre 2016).
Si vous disposez d'ouvrages ou d'articles de référence ou si vous connaissez des sites web de qualité traitant du thème abordé ici, merci de compléter l'article en donnant les références utiles à sa vérifiabilité et en les liant à la section « Notes et références ».
Charles de Suède (en suédois : Karl XIII av Sverige och Norge), né le 7 octobre 1748 au palais de Wrangel à Stockholm (Suède) et mort le 5 février 1818 à Stockholm (Suède-Norvège), est roi de Suède de 1809 à sa mort sous le nom de Charles XIII ainsi que roi de Norvège de 1814 jusqu'à sa mort sous le nom de Charles II (en norvégien : Karl II).

## Famille
Fils du roi Adolphe-Frédéric de Suède (1710-1771) et de Louise-Ulrique de Prusse (1720-1782), frère cadet de Gustave III (1746-1792), roi de Suède (1771-1792) et oncle de Gustave IV Adolphe, roi de Suède (1792-1809) auquel il succède au détriment des enfants de ce dernier, il est le dernier roi de Suède de la dynastie de Holstein-Gottorp, issue de la première branche de la maison d'Oldenbourg.

### Mariage
En 1774, Charles de Suède épouse Hedwige-Élisabeth-Charlotte de Schleswig-Holstein-Gottorp (1759 – 1818), fille de Frédéric-Auguste de Schleswig-Holstein-Gottorp, duc d'Oldenbourg et de Ulrique-Frédérique de Hesse-Cassel. De cette union naissent deux enfants morts en bas âge :
- la princesse Lovisa Hedwige, mort-née le 2 juillet 1797 ;
- le prince Charles-Adolphe, duc de Värmland, né le 3 juillet 1798 et mort le 10 juillet de la même année[1].

Le prince et futur roi préfère multiplier les liaisons. De sa relation avec la comtesse Löwenhielm, est issu le futur diplomate Carl Löwenhielm. Il a aussi des liaisons avec des actrices ou cantatrices comme Charlotte Eckerman, Charlotte Slottsberg ou Lolotte Forssberg.

## Biographie
Le prince Charles est proche de son frère, le roi Gustave III, après l'avoir aidé dans le coup d'État du mois d'août 1772. En reconnaissance, ce dernier le nomme duc de Södermanland le 11 septembre de la même année.
Amiral lors de la guerre russo-suédoise de 1788-1790, la flotte suédoise obtient un certain succès sous son commandement.
Nommé régent après l'assassinat de son frère (1792), il se retire à la majorité de son neveu Gustave IV en 1796 pour vivre en simple particulier, lorsqu'en 1809, par suite de la révolution qui renverse le nouveau roi lors d'un coup d'État organisé par les officiers et les fonctionnaires, il est lui-même placé sur le trône.
Jusqu'alors duc de Södermanland, il est proclamé roi de Suède le 6 juin 1809, sous le nom de Charles XIII. Le lendemain, tous les fonctionnaires civils et militaires lui prêtèrent foi et hommage. À son avènement, il fait la paix avec la France, la Russie et le Danemark. Une nouvelle constitution, plus libérale, est promulguée.
Ses enfants étant morts, il adopte pour successeur un prince danois, Christian-Auguste d'Augustenbourg ; la mort de ce jeune prince (1810) déclenche une nouvelle crise politique, au cours de laquelle le comte Axel de Fersen fut assassiné. Le général français et maréchal d'Empire Jean-Baptiste Bernadotte est choisi par acclamation par la diète d'Örebro le 21 août 1810 pour le remplacer (après qu'on eut pensé au frère aîné de Christian-Auguste, Frédéric-Christian), et devient alors prince héritier, adopté par le roi le 5 novembre 1810.
Quelques années plus tard, alors que la Suède s'engage dans la Sixième Coalition après les revers de Napoléon en Russie, une brève guerre avec le Danemark au sujet de la Norvège a lieu à la fin de l'année 1813. La Norvège est alors annexée à ses États par le traité de Kiel du 14 janvier 1814, ce que les grandes puissances reconnaissent au congrès de Vienne alors que la Suède accepte d'abandonner définitivement la Finlande à la Russie, et cède la Poméranie occidentale à la Prusse.

## Franc-maçonnerie
Charles XIII s'est beaucoup appliqué dans la conception du Rite suédois, dont il devient le grand-maître 30 novembre 1774, et engagera alors l'organisation de ce rite en reprenant les bases d'un chapitre de hauts grades maçonniques fondé par Eckleff à Stockholm le 25 décembre 1759. Il préside à des révisions du rite en 1780 et en 1800, date à laquelle est établie la constitution fondamentale de l'ordre[réf. souhaitée].
En 1811, il fonde l'ordre de Charles XIII (ordre qui ne peut être conféré que si le chevalier est franc-maçon).

Collier de l'Ordre de Charles XIII.
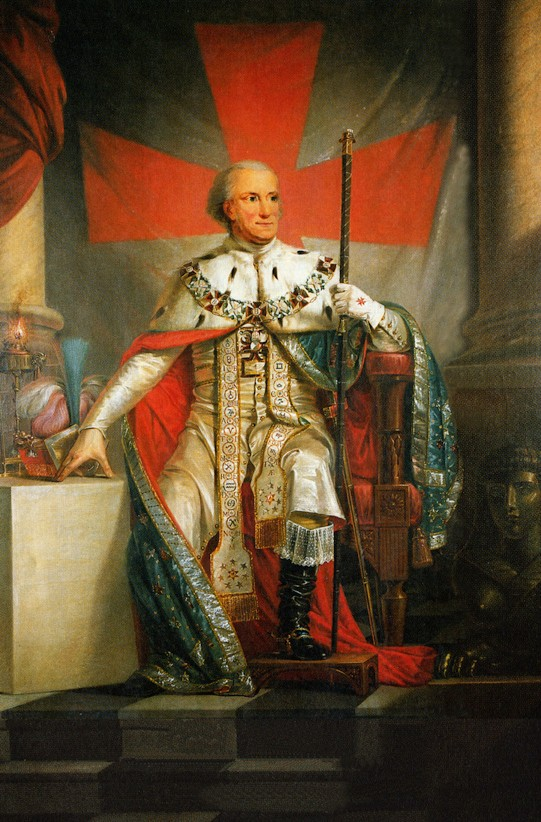
Charles XIII en habit de grand-maître de l'Ordre.

## Lieu d’inhumation
Le roi Charles XIII fut inhumé dans la crypte située sous la chapelle Gustave-Adolphe de l’église de Riddarholmen de Stockholm.

## Titres et honneurs

### Titulature
- 7 octobre 1748 – 11 septembre 1772 : Son Altesse royale le Prince Charles de Suède.
- 11 septembre 1772 – 6 juin 1809 : Son Altesse royale le Prince Charles de Suède, duc de Södermanland.
- 6 juin 1809 – 4 novembre 1814  : Sa Majesté le roi de Suède.
- 4 novembre 1814 – 5 février 1818  : Sa Majesté le roi de Suède et de Norvège.

Armoiries du prince Charles, duc de Södermanland.
Armoiries du prince Charles, chevalier de l'ordre des Séraphins.
Armoiries du roi Charles XIII de 1809 à 1814.
Monogramme du roi Charles XIII.

### Armes
Le roi Charles XIII était le Grand maître de l’ordre des Séraphins et ses armoiries sont exposées dans l’église de Riddarholmen :
| Blason | Blasonnement : Au pairle patté d'or, cantonné en chef d'azur, à trois couronnes d'or (de Suède moderne), à dextre de gueules, au lion couronné d'or, tenant dans ses pattes une hallebarde d'argent, emmanchée du second et à sénestre d'azur, à trois barres ondées d'argent, au lion couronné d'or, brochant sur le tout (de Suède ancien), sur-le-tout écartelé : 1, de gueules, à la feuille d'ortie d'argent (de Holstein) ; 2, d'or, à deux lions léopardés d'azur, armés et lampassés de gueules (de Schleswig) ; 3, de gueules, au cygne d'argent, becqué, membré et colleté d'une couronne d'or (de Stormarn) ; 4, de gueules, au cavalier armé d'argent (de Dithmarse) ; sur-le-tout-du-tout, écartelé d'or à deux fasces de gueules (de Oldenbourg) et d'azur, à la croix pattée, au pied fiché d'or (de Delmenhorst). |

## Source partielle
Marie-Nicolas Bouillet  et Alexis Chassang (dir.), « Charles XIII » dans Dictionnaire universel d’histoire et de géographie, 1878 (lire sur Wikisource)